# Доктор Вера (фильм)
Доктор Вера — советский художественный фильм, снятый в 1967 году режиссёром Дамиром Вятич-Бережных по мотивам одноимённой повести Бориса Полевого.
Премьера состоялась в марте 1968 года. Фильм — один из лидеров кинопроката СССР.

## Сюжет
Действие фильма происходит в годы Великой Отечественной войны. Героиня фильма — молодой хирург Вера Трешникова, женщина трудной судьбы, оставшаяся с советскими ранеными в оккупированном городе, в госпитале, который не успели эвакуировать.
Ради спасения многих жизней Вера соглашается стать начальником немецкого госпиталя для гражданских лиц, и вступает в подпольную борьбу против оккупантов.
В течение многих месяцев она, спасая раненых, ведет опасную дуэль с гестапо и оккупационными властями, живёт двойной жизнью, не роняя при этом чести и достоинства советского человека. Доктор Вера идёт на всё для спасения раненых в своём госпитале, она даже вскрывает заживающие раны, чтобы немцы видели свежие швы.
Однако, после освобождения города нашими частями, доктор Вера, жена репрессированного до войны, попадает под подозрение в пособничестве немцам… Начинается следствие.

## В ролях
- Ирина Тарковская (Рауш) — Вера Трешникова, доктор
- Нинель Мышкова — актриса Кира Ланская
- Георгий Жжёнов — Сухохлебов
- Николай Крючков — Наседкин
- Виктор Коршунов — Мудрик
- Кларина Фролова-Воронцова — тетя Веня
- Артём Иноземцев — следователь
- Александр Ширшов — Павел Петрович
- Анатолий Ларионов — Винокуров
- Александр Кириллов — фон Шоненберг
- Юрий Киреев — Кирпач
- Виктор Уральский — лейтенант
- Томас Вайсета — немецкий комендант Кирхнер
- Герман Качин — полицай
- Анна Заржицкая — жена Наседкина
- Светлана Харитонова — гражданка
- Александра Данилова — тётка
- Валерий Носик — попик
- Пётр Любешкин — Василий
- Нина Агапова — задержанная
- Григорий Михайлов — «Комиссар»
- Борис Битюков — эпизод
- Леонид Пирогов — эпизод
- Александр Воеводин — эпизод
- Иван Косых — эпизод
- Герман Полосков — эпизод
- Михаил Пташук — эпизод